# Вовківці (зупинний пункт)
Вовківці — пасажирський залізничний зупинний пункт Жмеринської дирекції Південно-Західної залізниці розташований на одноколійній, неелектрифікованій лінії Гречани — Ярмолинці.
Розташований у с. Нижчі Вовківці Хмельницького району між роз'їздом Малиничі та станцією Скібнево.
На зупинному пункті зупиняються приміські поїзди.